# サザーク大聖堂
サザーク大聖堂（英語: Southwark Cathedral)、正式には聖セイヴャー 及び聖メアリー・オーヴァーリーの大聖堂およびカレッジチャーチ (The Cathedral and Collegiate Church of St Saviour and St Mary Overie）は、ロンドンのサザークに在る大聖堂である。テムズ川の南岸に在り、ロンドン橋に近い。イングランド国教会サザーク大主教区の母教会である。キリスト教の崇拝場所として千年以上の歴史が有るが、大聖堂になったのは1905年サザーク大主教区が成立してからのことである。
1106年から1538年までの間に、サザーク小修道院（Southwark Priory）というアウグスティノ会の教会として聖母マリアに奉納されていた。 修道院解散にともなって教区教会となり、改めて救い主イエスに奉納されることになった。教会はウィンチェスター教区に属していたが、1877年に救い主イエス教会の教区は他の南ロンドン小教区とともにロチェスター教区に転属した。19世紀に建てられた身廊以外、現在の建物は、1220年から1420年の間に建設されたゴシック建築の基本的な形態を保持している。

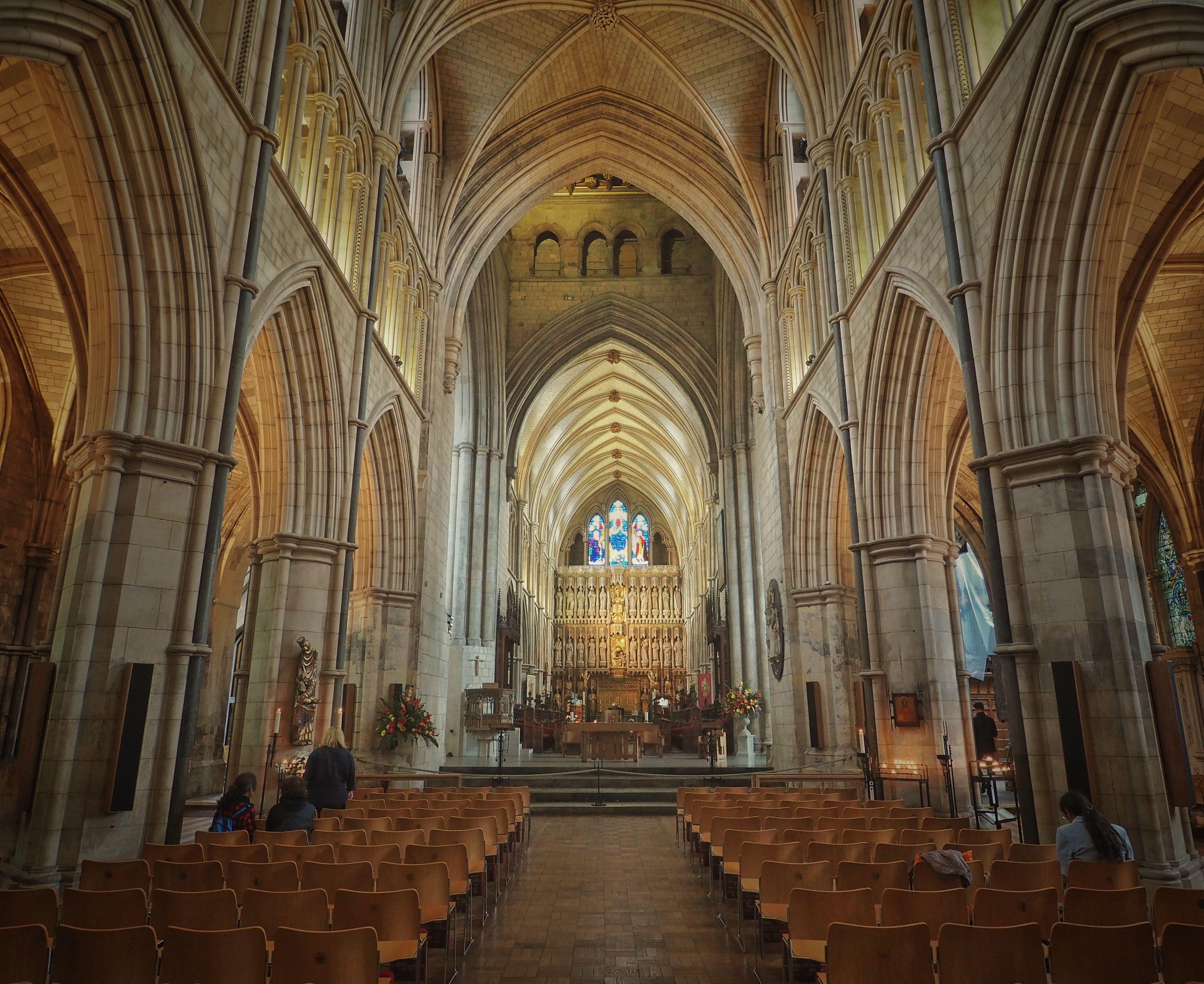
聖堂内部

## 歴史

### 伝説的な起源
16世紀のロンドンの歴史家ジョン・ストウは、修道院解散の前の最後の院長バーソロミュー・リンステッドに聞いた聖メアリーのサザーク小修道院の起源を記録した。リンステッドは「ノルマン・コンクエストよりずっと前に」、メアリーという名前の乙女が両親から相続したテムズ川フェリーの利益により、女子修道院として設立されたと、主張した。後に「貴婦人のスウィゼン」によって、司祭の学校に変えられた。最後は1106にアウグスティノ会の小修道院として成り立った。 
渡船業者の娘メアリー及びその善行は有名となったが、後の歴史学者はLinstedの物語を修正した。